# Jsu Garcia
Jsu Garcia, talvolta accreditato come Nick Corri (New York, 6 ottobre 1963), è un attore e produttore cinematografico statunitense di origini cubane.

## Biografia
Figlio di immigrati cubani, Garcia cominciò a recitare nel 1982, quando ottenne un ruolo nel telefilm Saranno famosi.
Per oltre vent'anni utilizzò lo pseudonimo Nick Corri, sia nelle apparizioni televisive che in quelle cinematografiche. Ha recitato in numerose serie televisive fra cui La signora in giallo, Miami Vice, L'albero delle mele, Murder One, JAG - Avvocati in divisa e Crossing Jordan, mentre al cinema lo si ricorda principalmente per i ruoli nei film della saga di Nightmare: Nightmare - Dal profondo della notte e Nightmare - Nuovo incubo. Con il suo vero nome ha preso parte fra gli altri, alla pellicola ...e alla fine arriva Polly e al film The Lost City, in cui vestì i panni di Ernesto Che Guevara.
A partire dagli anni novanta Garcia svolge anche la professione di produttore cinematografico.

## Filmografia

### Cinema
- The Silence, regia di Michael Toshiyuki Uno - cortometraggio (1982)
- Nightmare - Dal profondo della notte (A Nightmare on Elm Street), regia di Wes Craven (1984)
- Toccato! (Gotcha!), regia di Jeff Kanew (1985)
- Una bionda per i Wildcats (Wildcats), regia di Michael Ritchie (1986)
- Schiavi di New York (Slaves of New York), regia di James Ivory (1989)
- Predator 2, regia di Stephen Hopkins (1990)
- Nightmare - Nuovo incubo (Wes Craven's New Nightmare), regia di Wes Craven (1994)
- Vampiro a Brooklyn (Vampire in Brooklyn), regia di Wes Craven (1995)
- Traffic, regia di Steven Soderbergh (2000)
- We Were Soldiers - Fino all'ultimo uomo (We Were Soldiers) regia di Randall Wallace (2002)
- Danni collaterali (Collateral Damage), regia di Andrew Davis (2002)
- ...e alla fine arriva Polly (Along Came Polly), regia di John Hamburg (2004)
- The Lost City, regia di Andy García (2005)
- Atlas Shrugged: Part I, regia di Paul Johansson (2011)

### Televisione
- American Playhouse – serie TV, episodio 5x10 (1986)
- L'albero delle mele (The Facts of Life) – serie TV, episodio 8x08 (1986)
- Miami Vice – serie TV, episodi 3x05-4x18 (1986-1988)
- Babylon 5 – serie TV, episodio 2x11 (1995)
- La signora in giallo (Murder, She Wrote) – serie TV, episodi 10x12-12x13 (1994-1996)
- Murder One – serie TV, episodi 1x11-1x17-1x20 (1996)
- Arli$$ – serie TV, episodio 1x00 (1996)
- JAG - Avvocati in divisa (JAG) – serie TV, episodio 3x15 (1998)
- The Net – serie TV, episodi 1x09-1x19 (1998-1999)
- She Spies – serie TV, episodio 1x07 (2002)
- Crossing Jordan – serie TV, episodi 3x05-3x08 (2004)
- Love, Inc. – serie TV, episodio 1x11 (2005)
- CSI: Miami – serie TV, episodio 4x14 (2006)
- Senza traccia (Without a Trace) – serie TV, 4 episodi (2007)
- CSI: NY – serie TV, episodio 7x12 (2011)

## Doppiatori italiani
Nelle versioni in italiano delle opere in cui ha recitato, Jsu Garcia è stato doppiato da:
- Oreste Baldini in Nightmare - Dal profondo della notte
- Francesco Prando in CSI: NY
- Enrico Di Troia in Una bionda per i Wildcats
- Christian Iansante in La signora in giallo (ep. 10x12)
- Andrea Ward in La signora in giallo (ep. 12x13)
- Roberto Draghetti in Senza traccia
- Massimo Bitossi in CSI: Miami
- Maurizio Reti in Danni collaterali
- Simone Mori in ...e alla fine arriva Polly
- Massimo De Ambrosis in The Lost City